# Nezbavětice
Nezbavětice település Csehországban, Plzeň városi járásban. Nezbavětice Losiná, Chválenice, Nezvěstice, Starý Plzenec és Šťáhlavy településekkel határos. Lakosainak száma 270 fő (2024. január 1.).

## Népesség
A település lakosságának változását az alábbi diagram mutatja:
| Lakosok száma | 268  | 304  | 300  | 264  | 180  | 215  | 209  | 238  | 243  | 270  |
|               | 1869 | 1900 | 1921 | 1961 | 1980 | 2011 | 2016 | 2019 | 2021 | 2024 |